# Сокур (возвышенность)
Сокур — возвышенность на территории Новосибирской области.
Находится на территории Новосибирского, Болотнинского и Мошковского районов в пределах Колывань-Томской складчатой зоны. Расположена на водораздельной территории рек Обь, Иня и Томь. Высоты достигают 248 метров. Является отрогом Салаирского кряжа. Протягивается в направлении на северо-восток: от места впадения Ини в Обь до долины Томи.
Климат умеренно прохладный и умеренно влажный. За год в среднем выпадает от 400 до 500 мм осадков.
Ранее на территории возвышенности располагались горы, которые впоследствии пострадали от эрозии и стали покрыты осадочными горными породами.